# مورکمی (دهانه)
مورکمی یک دهانه برخوردی در ماه‌ که در سمت پنهان ماه میباشد. در جنوب و جنوب شرقی مریوت (دهانه) قرار دارد. قبل از اینکه اتحادیه بین‌المللی اخترشناسی این نام را به آن اختصاص دهد، به عنوان Mariotte Y شناخته می‌شد. نام فعلی از ستاره شناس ژاپنی هاروتارو موراکامی (1872-1947) گرفته شده است.